# Alessandro Momo
Alessandro Momo (Roma, 26 de novembro de 1956 —  Roma, 19 de novembro de 1974) foi um ator italiano, mais conhecido por seu papel no filme Perfume de Mulher (1974) (Scent of a Woman), de Dino Risi, lançado no mesmo ano de sua morte. Morreu em um acidente de moto em Roma em 19 de novembro de 1974 aos 17 anos, poucos dias antes de completar 18 anos.

## Carreira
Alessandro começou a carreira de ator muito jovem, como protagonista de uma série de fotoromanzi, também aparecendo junto com Giusva Fioravanti.
Tornou-se famoso graças às suas atuações nos vários filmes como Malícia e Peccato Veniale, onde atuou com Laura Antonelli, e em  Perfume de Mulher (Scent of a Woman), de Dino Risi, atuando com Vittorio Gassman e Agostina Belli. Momo se tornou famoso pelas cenas de erotismo, enquanto este era um adolescente.

## Morte
Em 19 de novembro de 1974, sete dias antes de completar 18 anos, Momo sofreu um acidente de moto semanas depois final do making off do filme Perfume de Mulher. A motocicleta, uma Honda CB750, foi emprestada por sua amiga Eleonora Giorgi, que partiu para uma viagem. A atriz foi posteriormente investigada por expectativas imprudentes porque Momo ainda não tinha 18 anos de idade e não tinha o direito de dirigir uma motocicleta, de acordo com os regulamentos da época.
O cantor Patrizio Sandrelli dedicou uma canção à sua memória, que teve algum sucesso, "Fratello in amore" (Irmão Apaixonado). Alessandro está enterrado no cemitério de Verano, em Roma, junto com seu pai Gabriele.

## Filmografia
- La Scoperta, dirigida por Elio Piccon (1969)
- The Divorce, dirigido por Romolo Guerrieri (1970)
- Appuntamento col disonore, dirigido por Adriano Bolzoni (1970)
- Malícia, dirigido por Salvatore Samperi (1973)
- Peccato veniale, dirigido por Salvatore Samperi (1974)
- Perfume de Mulher, dirigido por Dino Risi (1974)